# Brighton 64
Brighton 64 és un grup barceloní de power-pop format l'any 1981. Tot i separar-se l'any 1987 i bifurcar-se en bandes també d'estil mod com Los Brigatones, Top Models o Matamala, el 2011 el grup va decidir tornar als escenaris i des de llavors ja ha editat quatre discos.

## Història
Brighton 64 es va formar a Barcelona la tardor de 1981 quan Albert Gil i Ricky Gil, ambdós fills de l'advocat laboralista August Gil Matamala i germans de l'actriu Ariadna Gil, força influïts per l'escena mod britànica que començaven a descobrir a través de discos i pel·lícules, van decidir unir forces amb alguns companys d'estudis i començar a assajar versions de The Who, The Jam, The Kinks i Chuck Berry. Adoptats ràpidament per entusiastes de l'escena mod barcelonina, començaren a tocar en sales de la ciutat com el Pub Boira i el Saló Cibeles, culminant aquesta primera etapa amb l'aparició al programa de TVE Musical Express i una actuació a la Sala Rock-Ola de Madrid.
Un any després de la seva formació, el grup gravà el seu primer disc en format maxi single, Barcelona Blues, publicat l'abril de 1983 per Flor y Nata Records, presentant-lo a la Sala Zeleste amb un gran ple. L'any següent publicaren el senzill «Deja de tocar a mi chica», i de seguit viatjaren a Roma per fer el seu debut a l'estranger.
L'entrada del bateria Tino Peralbó menà a l'enregistrament del mini-LP Haz el amor, publicat per Twins i que conté cançons emblemàtiques com «La próxima vez», «Fotos del ayer» i «Explosión Juvenil Núm. 17». Poc després, la incorporació com a teclista d'un antic amic del grup, Jordi Fontich, estabilitzà la formació i la multinacional EMI fitxà el grup i publicà La casa de la bomba el 1986, amb un gran èxit de vendes i una important promoció radiofònica i televisiva. La presentació del disc a l'Studio 54 de Barcelona fou un èxit i «La casa de la bomba» aconseguí el premi dels oïdors de Radio 3 a la millor cançó de l'any.
La banda combinà una extensa gira amb el precipitat i problemàtic enregistrament per EMI de l'elapé El problema es la edad, que tot i contenir cançons com «Igual nos da igual» i «Ponte en marcha para mi», es veié perjudicat per la falta de confiança per part de la discogràfica, fet que esquerdà la moral dels músics. El setembre de 1987 actuaren davant el públic més massiu de la seva carrera durant les Festes de la Mercè de Barcelona, això no obstant, les tensions internes afloraren i el grup acabà donant pas al següent projecte dels germans Gil, Los Brigatones.
L'any 1994 es produí la primera reunió de Brighton 64 a Barcelona a la Sala Apolo i Madrid a la Sala Revolver, compartint escenari amb Los Flechazos, Los Negativos, Scooters, Los Canguros i Kamenbert per a celebrar el disc recopilatori Mi generación.
A la fi de 2001, Albert, Ricky, Tino i Jordi es reuniren de nou per participar al festival Purple Weekend de Lleó, i Bip Bip Records publicà el disc Explosión Juvenil en directe. El 2003, Ricky Gil publicà el llibre Bola y cadena: 20 años de explosión mod, on explica la història del grup des d'un punt de vista personal. L'any 2006 Brighton 64 emplenà la sala La Paloma de Barcelona en una singular comunió entre el públic de sempre i les noves fornades de fans que no havien tingut ocasió de veure'ls en directe abans.

## Discografia
- Haz el amor (Twins, 1985)
- El problema es la edad (EMI, 1987)
- Explosión juvenil 86-87 (Bip Bip Records, 2000)
- Esta vez va en serio. (BCore Disc, 2012)
- Modernista (BCore Disc, 2015)[5]
- El tren de la bruja (BCore Disc, 2017)
- Como debe ser (BCore Disc, 2019)[6]
- Más de lo mismo (Bcore, 2022)[7]